# Carollia monohernandezi
Carollia monohernandezi — вид родини листконосові (Phyllostomidae), ссавець ряду лиликоподібні (Vespertilioniformes, seu Chiroptera).

## Поширення
Проживає в Колумбії й Панамі. Зразки були зібрані в середовищах проживання в межах від сухого до дощового тропічних лісів на висотах від 30 до 2660 метрів.